# Ribno
Ribno je naselje v Občini Bled. Vaško jedro, kulturna dediščina, leži na robu rečno - ledeniške terase nad levim bregom Save Bohinjke. V njeni bližini je najvišja vzpetina (na jugozahodu), Ribenska gora s 588 metri nadmorske višine.
V vasi stoji cerkev svetega Jakoba, župnijska cerkev Župnije Ribno.